# Sint-Jan-de-Doperkerk (Sint-Janskappel)
De Sint-Jan-de-Doperkerk (Frans: Église Saint-Jean-Baptiste) is de parochiekerk van de gemeente Sint-Janskappel in het Franse Noorderdepartement.
De kerk werd gebouwd in 1557 als tweebeukige kerk, maar tijdens de Beeldenstorm werd hij vernield. Hij werd gerestaureerd als driebeukige kerk met voorgebouwde westtoren. Tijdens de Eerste Wereldoorlog werd de kerk beschadigd om in 1922 gerestaureerd te worden.